# Дружба (Очеретувате)
ФК «Дружба» — аматорський футбольний клуб із села Очеретувате Кременчуцького району Полтавської області. Переможець чемпіонатів України та Полтавщини ДФСТ «Колос» серед сільських команд, чемпіон Полтавської області серед команд першої ліги (2018), бронзовий призер вищої ліги (2022).
Бере участь у чемпіонатах колишнього Семенівського району з футболу, міні-футболу, чемпіонатах міста Кременчук з футболу та футзалу. Виступає у вищій лізі чемпіонату Полтавської області (2023 рік).

## Досягнення
Чемпіонат Полтавської області:
 Бронзовий призер: 2022
Перша ліга чемпіонату Полтавської області:
 Переможець: 2018
Чемпіонат України серед сільських команд:

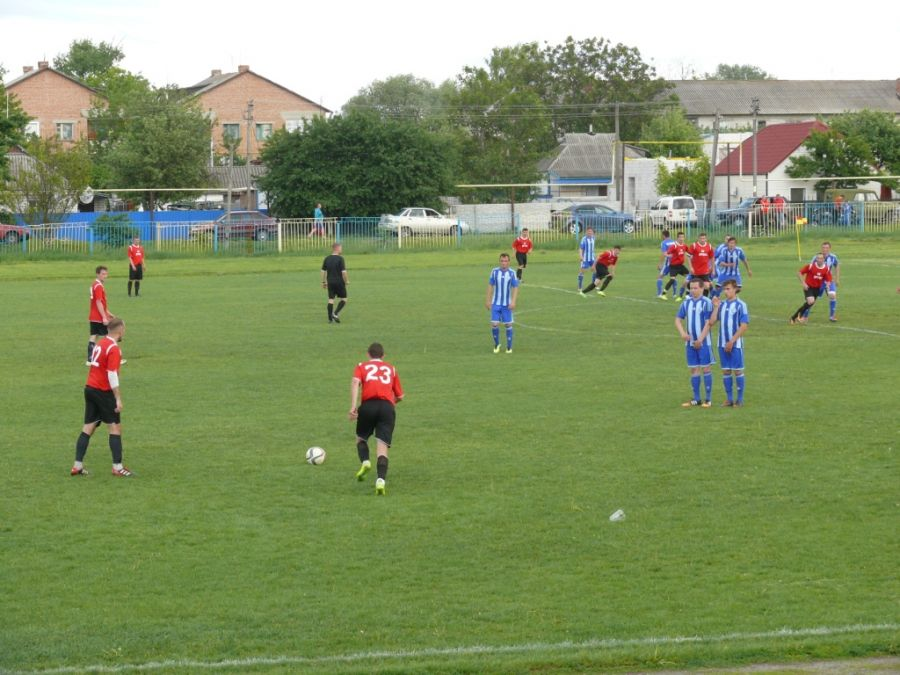
Матч першої ліги Чемпіонату Полтавської області ФК «Семенівка» — «Дружба» (стадіон «Колос», Семенівка; 15 травня 2016)

 Переможець: 2006
Кубок пам’яті Олега Бабаєва:
 Володар: 2019

## Відомі гравці
- Руслан Левига
- Ігор Черномор
- Олександр Тарасенко
- Роман Локтіонов
- Валерій Куценко